# یوسوکه موی
یوسوکه موی (ژاپنی: 森 勇介؛ زادهٔ ۲۴ ژوئیهٔ ۱۹۸۰) بازیکن فوتبال اهل ژاپن است.
از باشگاه‌هایی که در آن بازی کرده‌است می‌توان به باشگاه فوتبال توکیو وردی، باشگاه فوتبال وگالتا سندای، باشگاه فوتبال کیوتو سانگا، باشگاه فوتبال کاوازاکی فرونتال، باشگاه فوتبال گیفو و باشگاه فوتبال ساگامیهارا اشاره کرد.